# L. A. Style
L. A. Style war ein zweiköpfiges niederländisches Techno-Projekt, welches 1991 von Radiomoderator Wessel van Diepen (Pseudonym Maxx Mondino) und Musikproduzent sowie Musiker Michiel van der Kuy (Pseudonym Denzil Slemming) gegründet und produziert wurde. Den größten Hit hatte das Projekt mit dem Titel James Brown is Dead.

## Geschichte
Das Musik-Projekt L. A. Style wurde aufgrund der damals immer populärer werdenden Techno-/Rave-Szene speziell für diesen Musikstil gegründet. Für Michiel van der Kuy war es anfangs nur ein Spaß-Projekt neben seinen regulären Projekten wie u. a. Laserdance und Koto, mit denen er jeweils Spacesynth-Musik produzierte. Beide Musikstile sind absolut unterschiedlich, was das ganze so interessant für van der Kuy machte. Für L. A. Style benutzte Michiel van der Kuy das Pseudonym Denzil Slemming, da sein richtiger Name ihm nicht international genug klang. Obwohl Laserdance das damalige Hauptprojekt von Michiel war, wurde die erste Single James Brown is Dead von L. A. Style 1991/92 sein weltweit größter Hit. Die Single war der erste Rave-Song, welcher sich in den US-amerikanischen Billboard Hot 100 platzieren konnte. L. A. Style verkauften James Brown is Dead weltweit Millionen Mal, waren in mehreren Ländern auf Platz 1 und bekamen die Goldene Schallplatte in Amerika. Die Bassline des Songs beinhaltet Sounds aus dem Projekt Koto. Die Melodie wurde in einem Tango-Stil im damals modernen Technogewand gehalten. Die Idee für den Titel stammt von van der Kuy, der bemerkte, dass mehrere Musikproduzenten zu dieser Zeit sehr oft Samples von James Brown verwendet haben. Van der Kuy wollte mit dem Titel auf ironische Weise eine Art kleinen Protest gegen diese Sample-Verwendung starten.
Die zweite Single I’m Raving mit der aus Nigeria stammenden Gastsängerin Nicolette erreichte nur noch in den Niederlanden die Single-Charts. Das 1993 veröffentlichte Album L. A. Style - The Album konnte keinen Charterfolg verzeichnen. Es folgten drei weitere Singles, die sich ebenfalls nicht in den Charts platzierten.
Das Projekt wurde wegen des ausbleibenden Erfolgs 1995 aufgelöst.

## Diskografie

### Alben
- 1993: L. A. Style – The Album (ZYX Music)

### Singles
- 1991: James Brown Is Dead
- 1992: I’m Raving
- 1993: Balloony
- 1994: Got To Move
- 1995: Magic Trip

## Trivia
Aufgrund des großen Erfolges von James Brown is Dead gab es 1992 von der ebenfalls niederländischen Gruppe Holy Noise mit dem Titel James Brown is still alive eine Antwort auf den L. A. Style Song.
Auch andere Produzenten und Künstler sprangen mit auf diesen Hype auf, wobei James Brown oft durch einen anderen Künstler ersetzt wurde.
Liste einiger Titel, welche durch James Brown is Dead inspiriert wurden:
- Interactive – Who is Elvis? (1991)
- Phenomania – Who is Elvis? (1991)
- Traumatic Stress – Who the Fuck is James Brown (1991)
- 7-Sons – Vater Abraham Ist Tod (1991)
- The Dead Kirks – Mr. Kirk, Your Son Is Dead (1991)
- Raimunda Navarro – James Brown Has Sex (1991)
- X.P.C. – Laura P Is Dead (1991)
- Big Boss – Who The Hell Is James Brown?! (1991)
- J.Y. Factory – James Brown Is Dead Or Alive!?!? (1992)
- Imrichvideozone – Jimi Hendrix is not dead (1992)
- Obscure FM – Michael Jackson Is In Heaven Now! (1992)
- Kranz – Helmut Kohl Ist Tot (1992)
- Misteria – Who killed JFK (1992)
- Mr. Oizo – Bruce Willis Is Dead (1998)

2002 wurde das Original James Brown is Dead in eine Hardstyle-Version von Gary D. geremixt. Veröffentlicht wurde der Song unter H.A.Z.A.R.D. - James Brown Is Dead 2002 (Gary D. Deadly Hard Bass Mixx).